# Apostolische Väter
Als apostolische Väter werden christliche Autoren von kirchlich bedeutsamen Schriften aus den späten Jahren des ersten und der ersten Hälfte des zweiten Jahrhunderts bezeichnet. Als die Bezeichnung im 17. Jahrhundert geprägt wurde, nahm man an, dass sie persönliche Beziehungen zu Aposteln gehabt hatten oder stark von den Aposteln beeinflusst worden waren. Ebenfalls als die apostolischen Väter wird ein Kanon aus überlieferten Schriften dieser Kirchenväter der zweiten und dritten Generation bezeichnet.
Papst Benedikt XVI. bezeichnet sie als „zweite Generation der Kirche nach den Aposteln“.
Einige apostolische Väter sind zusätzlich aus historischen Dokumenten bekannt, von anderen gibt es keine sicheren biographischen Angaben. Insgesamt ist die Quellenlage für die Zeit der apostolischen Väter schlechter als für jede andere Epoche der Kirchengeschichte; viele Entwicklungen jener Zeit können heute im Detail nicht mehr rekonstruiert werden.

## Die apostolischen Väter
Gewöhnlich werden heute zu den apostolischen Vätern gezählt
- Clemens von Rom
- der unbekannte Verfasser des sogenannten Zweiten Clemensbriefs
- Ignatius von Antiochien
- Polykarp von Smyrna
- Papias von Hierapolis (nur Zitate aus seinen Schriften sind erhalten)
- Quadratus von Athen (nur ein kurzes Zitat ist erhalten)
- Hermas, der sonst unbekannte Verfasser des Hirten des Hermas
- der unbekannte Verfasser der Didache
- der unbekannte Verfasser des Barnabasbriefs
- der unbekannte Verfasser des Briefs des „Mathetes“ an Diognetus (Mathetes bedeutet „Jünger“ und ist kein Eigenname)

Einige dieser Schriften (Barnabasbrief, Erster Clemensbrief, Hirte des Hermas, Didache) wurden im 2. und 3. Jahrhundert manchmal zum neutestamentlichen Kanon gezählt, aber nicht definitiv aufgenommen.
Unabhängig von ihrem historischen und gegenwärtigen Ansehen geben all diese Schriften einen wichtigen Einblick in die Geschichte des frühen Christentums.
Weitere wichtige Autoren der frühen Kirche, die, da sie einer späteren Generation angehören, nicht mehr zu den apostolischen Vätern gezählt, sondern als Kirchenväter bezeichnet werden, sind Irenäus von Lyon, Justin der Märtyrer, Clemens von Alexandria und Cyprian.

## Schriften der apostolischen Väter
Zu den Schriften der apostolischen Väter werden gerechnet:
1. Didache (Zwölfapostellehre)
2. Barnabasbrief
3. Erster Clemensbrief
4. Zweiter Clemensbrief
5. Die Briefe des Ignatius von Antiochien:
  1. An die Epheser
  2. An die Magnesier
  3. An die Traller
  4. An die Römer
  5. An die Philadelphier
  6. An die Smyrnäer
  7. An Polykarp
6. Von und über Polykarp
  1. Der Polykarpbrief
  2. Das Polykarpmartyrium
7. Der Diognetbrief
8. Der Hirte des Hermas
9. Papiasfragmente und Quadratusfragment

## Ausgaben
- Schriften des Urchristentums. Wissenschaftliche Buchgesellschaft, Darmstadt
  - 1. Die Apostolischen Väter. Hrsg. von Joseph A. Fischer. 1956 (1 Clem, Ign, Polyk, Quadr).
  - 2. Didache (Apostellehre). Barnabasbrief. Zweiter Klemensbrief. Schrift an Diognet. Hrsg. von Klaus Wengst. 1985.
  - 3. Papiasfragmente. Hirt des Hermas. Hrsg. von Ulrich H. J. Körtner, Martin Leutzsch. 1998.
  - Gesamtausgabe. 2. Aufl. 2011.
- Andreas Lindemann, Henning Paulsen (Hrsg.): Die Apostolischen Väter. Griechisch-deutsche Parallelausgabe. JCB Mohr [Paul Siebeck], Tübingen 1992, ISBN 3-16-145887-7
- Bart D. Ehrman (Hrsg.): The Apostolic Fathers Loeb Classical Library, 2 Bd. Harvard University Press, Cambridge 2003–2005.
- Michael W. Holmes (Hrsg.): The Apostolic Fathers. Greek Texts and English Translations, 3. Aufl. Baker, Grand Rapids/Michigan 2007
- Rick Brannon (Hrsg.): The Apostolic Fathers: A New Translation (Lexham Classics), Lexham Press, 2018.
- Bände in der Reihe Sources Chrétiennes, Paris: Cerf (erschienen: Clemens, Ignatius und Polykarp, Didache, Barnabasbrief, Hirt des Hermas, Diognetbrief)